# سيث وليامز
سيث وليامز (بالإنجليزية: Seth Williams)‏ هو ضابط أمريكي، ولد في 22 مارس 1822 في أوغوستا في الولايات المتحدة، وتوفي في 23 مارس 1866 في بوسطن في الولايات المتحدة.